# وایالانگ غربی
وایالانگ غربی (به انگلیسی: West Wyalong) یک شهرک در استرالیا است که در Bland Shire واقع شده‌است.

## جستارهای وابسته

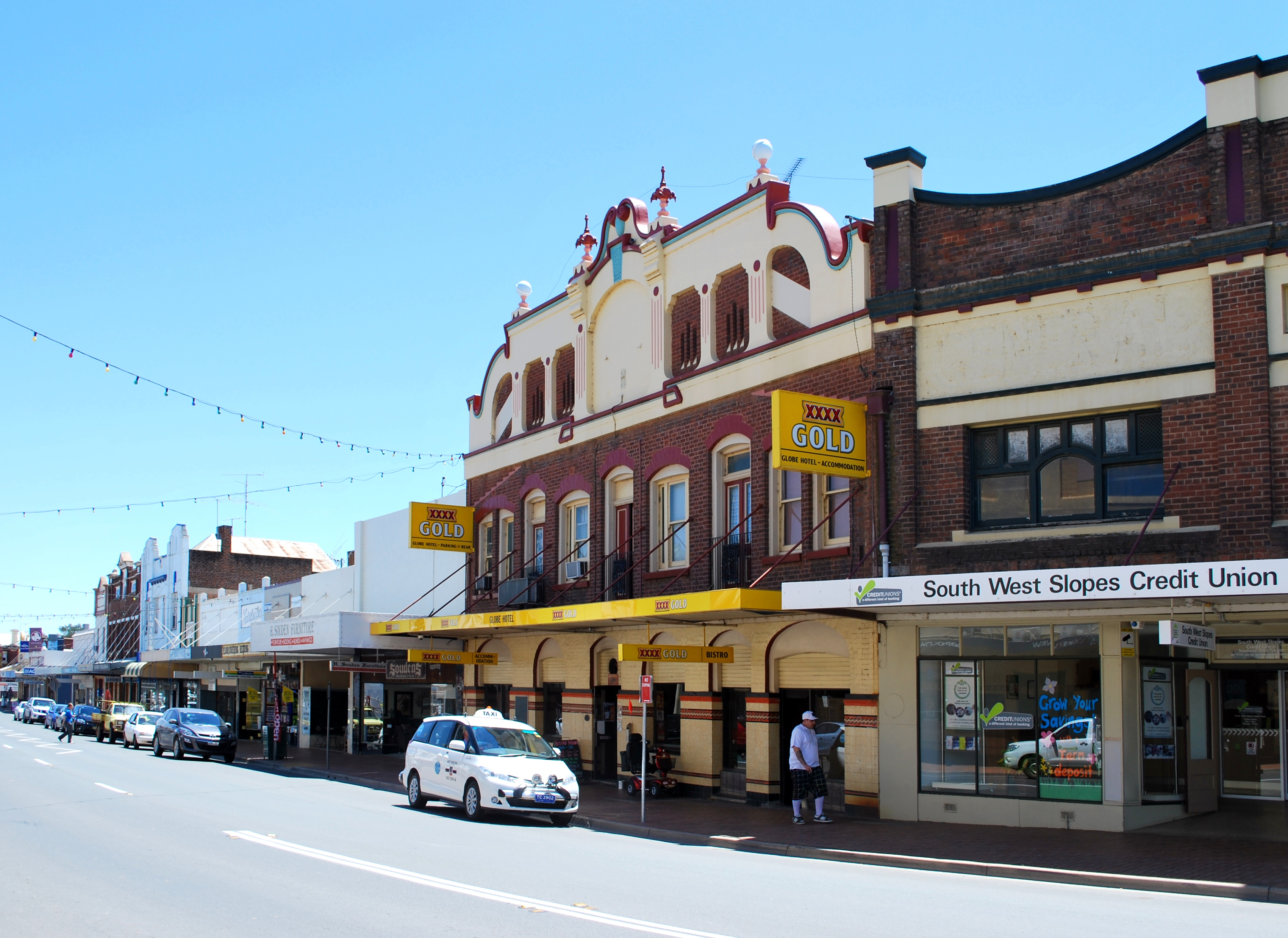
هتل گلوب